# Муасір Клаудіно Пінто
Муасір Клаудіно Пінто (порт. Moacyr Claudino Pinto, нар. 18 травня 1936, Сан-Паулу) — бразильський футболіст, що грав на позиції півзахисника.
Виступав, зокрема, за клуб «Фламенго», а також національну збірну Бразилії. У складі збірної — чемпіон світу.

## Клубна кар'єра
У дорослому футболі дебютував 1956 року виступами за команду клубу «Фламенго», в якій провів п'ять сезонів, взявши участь у 225 матчах чемпіонату. Більшість часу, проведеного у складі «Фламенго», був основним гравцем команди і виграв турнір Ріо-Сан-Паулу в 1960 році.
Згодом з 1961 року грав за аргентинський «Рівер Плейт», але наступного року ненадовго повернувся в Бразилію і пограв за «Фламенго», але того ж року перебрався в уругвайський «Пеньяроль». Протягом цих років виборов титул чемпіона Уругваю.
Завершував ігрову кар'єру у еквадорських клубах «Еверест» та «Барселона» (Гуаякіль), де виступав протягом 1963—1966 років, вигравши в останньому сезоні національний чемпіонат.

## Виступи за збірну
11 червня 1957 року дебютував в офіційних іграх у складі національної збірної Бразилії на Маракані у товариському матчі проти Португалії. Обидва свої м'ячі за збірну Муасір забив в інший товариській зустрічі, що відбулася 14 травня 1958 року, — у ворота збірної Болгарії.
Наступного місяця у складі збірної був учасником чемпіонату світу 1958 року у Швеції, здобувши того року титул чемпіона світу. Проте на поле Муасір не виходив, будучи дублером Діді.
Протягом кар'єри у національній команді, яка тривала 2 роки, провів у формі головної команди країни 6 матчів, забивши 2 голи.

## Титули і досягнення
- Чемпіон Уругваю (1):

«Пеньяроль»: 1962
- Чемпіон Еквадору (1):

«Барселона» (Гуаякіль): 1966
- Чемпіон світу (1):

Бразилія: 1958